# ویلیام هاینس
ویلیام هاینس (انگلیسی: William Haines؛ ۲ ژانویهٔ ۱۹۰۰ – ۲۶ دسامبر ۱۹۷۳) بازیگر اهل ایالات متحده آمریکا بود. وی بین سال‌های ۱۹۲۲ تا ۱۹۳۵ میلادی فعالیت می‌کرد.
از فیلم‌هایی که وی در آن‌ها نقش داشته است، می‌توان به چه اهمیتی داره؟ اشاره نمود.